# ファンタジイ・アンド・サイエンス・フィクション
ザ・マガジン・オヴ・ファンタジイ・アンド・サイエンス・フィクション（The Magazine of Fantasy & Science Fiction）はアメリカ合衆国の雑誌。SFおよびファンタジーの専門誌であり、1949年に創刊された。通称F&SF。判型はダイジェスト・サイズ（ほぼA5判に相当）。発行元は初めミステリー・ハウス社であり、後にファンタジー・ハウスに変わった（いずれも1958年以降ではマーキュリー・プレスの子会社）。2001年からはスピロゲイル社が同誌を発行している。2009年4・5月号を以って、月刊から隔月刊となった。
日本の代表的なSF雑誌『S-Fマガジン』は、本誌と提携して1959年に創刊された。

## 歴史

### 誌名の変遷
創刊時（1949年秋号）の誌名は"The Magazine of Fantasy"で、編集長はアントニー・バウチャーとJ・フランシス・マッコーマスであった。SF全般を取り扱うために、誌名は次号から"The Magazine of Fantasy and Science Fiction"に変えられた。6号（1951年2月号）から、"and" が "&" に変更された。17号（1952年10月号）で再び "&" が "and" に戻された。1979年5月で再度 "&" が現れ、1987年10月号で最終的に誌名は縮められて"Fantasy & Science Fiction"と確定した。

### 創刊
1940年代中期、マッコーマスはレイモンド・J・ヒーリイと組んで先駆的なアンソロジー『時間と空間の冒険』（"Adventures in Time and Space"）を上梓した。この長大なアンソロジーは戦後の図書館に備え付けられ、多くの読者にSFを紹介した。一方、同時期のバウチャーはラジオの脚本を書いていたが、1948年にその仕事をやめ、マッコーマスと共に新雑誌を創刊した。
2人が新雑誌を企画し、実際に創刊するまでに4年の歳月が掛かった。彼らは初めフレデリック・ダネイに「エラリー・クイーンズ・ミステリ・マガジン」との姉妹出版を持ちかけた。ダネイは2人を出版者のローレンス・スピヴァク（Lawrence E. Spivak）に紹介した。1946年1月、バウチャーとマッコーマスはニューヨークへ出向いてスピヴァクと面会し、パイロット版を作るよう指示を受けた。カリフォルニアに帰った彼らは46年3月11日に梗概を完成させ、同年8月にはスピヴァクの承諾を得た。
1947年9月、マーキュリー出版の経営者ジョゼフ・ファーマン（Joseph Ferman）は完全な見本を要求し、バウチャーとマッコーマスは翌月に"Fantasy and Horror - A Magazine of Weird and Fantastic Stories"と題した見本を送り出した。他のダイジェスト・サイズ誌の売り上げ額を鑑みて、ファーマンは出版を先延ばしにした。一年以上が過ぎた1949年2月、彼は企画を再開し、SFを載せることを提案した。3ヶ月後、ファーマンは新しい誌名"The Magazine of Fantasy"を考案した。49年10月6日、この雑誌の創刊は、ベイジル・ラスボーンを主賓とするウォルドルフ＝アストリアにおけるパーティで盛大に紹介された。
バウチャーとマッコーマスが目指したのは、既存のパルプ雑誌とはかけ離れた、文学的に高い水準であった。彼らがそれを一定して実現するために取った手段の一つは、名作の復刻に集中することであった。挿絵を廃し、文章を一段組みにし、彼らはこの雑誌を文学誌のような体裁に仕立て上げた。各話に付されたバウチャーの序文は背景の解説や作品の考察が主軸で、読者を最初の段落に引き付けるよう慎重に計算されたものであった。これは他の雑誌にはない特徴であった。
はじめ、"The Magazine of Fantasy"の発行部数は7万部であった（「エラリー・クイーンズ・ミステリ・マガジン」は20万部の発行部数を誇り、収支も黒字であった）。「EQMM」の新提携誌に対する「タイム」誌の取材に答えて、バウチャーは次のように述べた。「探偵小説は繰り返しという袋小路にはまり込んでいます。サイエンス・フィクションはそれに変わる逃避文学の代表格となるでしょう。」
"The Magazine of Fantasy"の副題は"An Anthology of the Best Fantasy Stories, Old and New"であった。実際、創刊号は新作・旧作を共に掲載した。新作はクリーヴ・カートミル（Cleve Cartmill）、H・H・ホームズ（バウチャーの変名）、フィリップ・マクドナルド（Philip MacDonald）、女流のウィノナ・マクリンティック（Winona McClintic）、そしてシオドア・スタージョンの作品であった。スタージョンの"The Hurkle Is a Happy Beast"は後に多くのアンソロジーに収録された。旧作は以下の通り。ガイ・エンドア（Guy Endore）の"Men of Iron" (1940) 、リチャード・セイル（Richard Sale）の"Perseus Had a Helmet" (1938) 、スチュアート・パーマー（Stuart Palmer）の"A Bride for the Devil" (1940) 、パーシヴァル・ランドン（Perceval Landon）の"Thurnley Abbey"(1908) 、オリヴァー・オニオンズ（Oliver Onions）の"Rooum"(1910) 、そしてフィッツ＝ジェイムズ・オブライエンの「失われた部屋」（1858）である。
第2号は"The Magazine of Fantasy and Science Fiction"と改題され、W・L・オールデン（W. L. Alden）、ロバート・アーサー（Robert Arthur）、レイ・ブラッドベリ、ロバート・M・コーツ（Robert Coates）、ミリアム・アレン・ドフォード（Miriam Allen deFord）、アンソニー・ホープ、デーモン・ナイト、クリス・ネヴィル、ウォルト・シェルドン（Walt Sheldon）、マーガレット・セント・クレア、そしてL・スプレイグ・ディ＝キャンプとフレッチャー・プラットの合作コンビを呼び物とした。R・ブレットナーは"The Gnurrs Come from the Voodvork Out"を載せ、以降は本誌常駐のユーモア担当作家となった（1960年1月号の"Bug-Getter"などが代表的）。第3号では23歳の若手だったリチャード・マシスンが登場し、処女作「男と女から生まれたもの」で読者に忘れがたい印象を残した。
バウチャーとマッコーマスは"Recommended Reading"（推薦図書）というコラムを2号から開始し、2人でレヴューを書いた。1954年8月が終わると、マッコーマスが旅行と執筆活動のため編集を離れ、バウチャーは1人で58年までレヴューを担当することになった。
1949年の創刊から50年の秋号まで、本誌は季刊であった。同年12月号からは隔月刊、52年からは月刊となった。1991年から2008年の期間は年11冊というペース（毎年10月に2冊分に相当する「年刊合冊版」を発行）を保った。2009年1月、編集長ヴァン・ゲルダーは郵送の費用を減らすため、刊行ペースを隔月に落とし、代わりに1冊あたりの容量を従来の約2冊分とすることを公表した（正味の内容減は10%とのことである）。

## 歴代編集長
- J・フランシス・マッコーマス（J. Francis McComas）：1949年秋号 - 1954年8月号
- アントニー・バウチャー（Anthony Boucher）：1949年秋号 - 1958年8月号
- C・M・コーンブルース（Cyril M. Kornbluth）：1958年
- ウィリアム・テン（William Tenn）：1958年
- ロバート・P・ミルズ（Robert P. Mills）：1958年9月号 - 1962年3月号
- アヴラム・デイヴィッドスン（Avram Davidson）：1962年4月号 - 1964年11月号
- ジョゼフ・W・ファーマン（Joseph W. Ferman）：1964年12月号 - 1965年12月号
- エドワード・L・ファーマン（Edward L. Ferman）：1966年1月号 - 1991年6月号
- クリスティン・キャスリン・ラッシュ（Kristine Kathryn Rusch）：1991年7月号 - 1997年5月号
- ゴードン・ヴァン・ゲルダー（Gordon Van Gelder）：1997年6月号 - 2015年1月
- チャールス・コールマン・フィンレー（Charles Coleman Finlay）：2015年3・4月号 - 現職

## コラムと連載物
1950年代、ロバート・ブロックはファンダムに関する著名なエッセイを連載した。マッコーマスとバウチャーに続いてアルフレッド・ベスター、デーモン・ナイト、アヴラム・デイヴィッドスン、ジュディス・メリル、ジェイムズ・ブリッシュ、ジョアンナ・ラス、アルジス・バドリス、ジョン・クルート、オーソン・スコット・カード、チャールズ・デ・リント、エリザベス・ハンド（Elizabeth Hand）、ミシェル・ウェスト（Michelle West）らが書評を行なった。チャールズ・ボーモント、ベアード・サールズ（Baird Searles）、ハーラン・エリスン、カティ・マイオ（Kathi Maio）、ルーシャス・シェパードらが映画の批評を担当し、ウィリアム・モリスン（William Morrison）が演劇の批評を手がけた。
アイザック・アシモフは科学コラムを399ヶ月に渡って中断なしに連載した。シオドア・L・トーマス（Theodore L. Thomas）、グレゴリー・ベンフォード、パット・マーフィも科学系コラムを寄稿している。チャールズ・プラットはスペキュレイティヴ・フィクション絡みのインタヴューやエッセイを寄稿している。多彩な作家たちがコラム"Curiosities" （好奇心）で文学上の変り種たちを取り上げている。シャギー・ドッグ・ストーリーの典型"feghoots"（正式名称"Through Space and Time with Ferdinand Feghoot"）はレジナルド・ブレットナー（Reginald Bretnor）によって書かれ、アナグラムの変名グレンデル・ブリアートン（Grendel Briarton）の下、1956年から73年にかけて連載された。

## イラスト
1950年から51年の期間は美術監督ジョージ・ソルター（George Salter）がほぼ全ての巻の表紙を手がけた（彼の絵画は想像力に富んだシュールなもので、各巻の内容とよく一致するものであった）。例外は1950年12月号と51年の8月号だけで、それはチェスリー・ボーンステル（Chesley Bonestell ）の描く天文学的絵画であった。1952年にエド・エムシュウィラーが加わり、以後30年間、多産なカヴァー画家として絵筆を振るった。
ジョージ・ギボンズ（George Gibbons）は1952年8月号の表紙で巻垂型の衣装を着けた人物を描いた。これは63年11月号でロジャー・ゼラズニイ「伝道の書に捧げる薔薇」に対してハネス・ボクが描いた有名なイラストに影響を与えた。軍事・海事画家として著名なジャック・コギンズ（Jack Coggins）は53年から54年にかけて本誌の表紙を描くと同時に、「ギャラクシー誌」や「スリリング・ワンダー誌」の表紙も手がけた。
2005年現在、本誌の表紙を担当した回数の多いイラストレーターのトップ10は以下の通りである。
1. エド・エムシュウィラーが70回
2. ロン・ワロツキー（Ron Walotsky）が60回
3. デイヴィッド・A・ハーディ（David A. Hardy）が56回
4. チェスリー・ボーンステルが42回
5. メル・ハンター（Mel Hunter）32回
6. バークレイ・ショー（Barclay Shaw）24回
7. ジル・バウマン（Jill Bauman）23回
8. ジャック・ゴーハン（Jack Gaughan）21回
9. ケント・バッシュ（Kent Bash）17回
10. ブリン・バーナード（Bryn Barnard）が14回

提携誌の「ヴェンチャー・サイエンス・フィクション」（Venture Science Fiction Magazine）とは異なり、F&SF誌は基本的に雑誌の内部に挿絵を入れなかった。例外的に挿絵のある号は54年4月から10月、56年9月から12月、57年9月、59年4月・5月の合計14冊に留まる。これら例外的な挿絵はエムシュウィラーやケリー・フリース（Kelly Freas）らによって描かれた。
なお埋め草として巻末に漫画が載せられることは稀ではなかった。ゲイアン・ウィルスン（Gahan Wilson）は15年以上に渡って漫画を寄稿した。シドニー・ハリス（Sidney Harris）も頻繁に漫画を寄稿し、アルジス・バドリスに次のように言わしめた。「ハリスは一風変わっている。ハリスは科学と技術をもてあそんでいる……そして彼は実に滑稽だ。」

## 代表的な寄稿者と作品
- トマス・M・ディッシュ - 『歌の翼に』、『いさましいちびのトースター』
- ハーラン・エリスン - 『ジェフティは5つ』、『死の鳥』
- ハワード・ファスト - "The Martian Shop"
- ロバート・A・ハインライン - 『夏への扉』、『宇宙の戦士』
- シャーリイ・ジャクスン - 『ある晴れた日、ピーナツを持って』
- ダニエル・キイス - 『アルジャーノンに花束を』
- スティーヴン・キング - 『暗黒の塔』
- フリッツ・ライバー - 『凶運の都ランクマー』
- ウォルター・M・ミラー・ジュニア - 『黙示録3174年』
- カート・ヴォネガット - 『ハリスン・バージロン』

## 訳注
1. ↑  「キャプテン・フューチャー」の著者の一人ジョゼフ・サマクスン（Joseph Samachson）の別名。
2. ↑  shaggy dog stories - 直訳すると「毛むくじゃらの犬の話」。ストーリー類型の一つで、長い割りに落ちがつまらない馬鹿話、の意。
3. ↑  英語版の記事の対応箇所en:The Magazine of Fantasy & Science Fiction#Cover illustratorsに画像あり。

## 主要参考資料
- Bradbury Chronicles Correspondence Database
- F&SF Fiction Index
- Indiana University: Lilly Library Manuscript Collections: Anthony Boucher/William Anthony Parker White Mss. (30,000 items spanning 1932-69)
- Locus: The Magazine of Fantasy & Science Fiction Checklist
- San Francisco Public Library: McComas Collection of Fantasy and Science Fiction